# Сподњи Каменшчак
Сподњи Каменшчак (словен. Spodnji Kamenščak) је насељено место у општини Љутомер, Помурска регија, Словенија.

## Историја
До територијалне реорганизације у Словенији био је у саставу старе општине Љутомер.

## Становништво
У попису становништва из 2011. године, Сподњи Каменшчак је имао 408 становника.
| Број становника према пописима | Број становника према пописима | Број становника према пописима |
| ------------------------------ | ------------------------------ | ------------------------------ |
| 1991                           | 2002                           | 2011                           |
| 424                            | 418                            | 408                            |

Напомена: Године 1987. увећан за део насеља Љутомер. Године 2017. извршена је мања размена територије између насеља Љутомер и Сподњи Каменшчак.